# École supérieure de technologie
 (septembre 2010).
Si vous disposez d'ouvrages ou d'articles de référence ou si vous connaissez des sites web de qualité traitant du thème abordé ici, merci de compléter l'article en donnant les références utiles à sa vérifiabilité et en les liant à la section « Notes et références ».
Les Écoles supérieures de technologie (EST) sont un réseau d'instituts d'enseignement supérieur public marocain. Ils ont pour but de former des techniciens supérieurs dans les différentes spécialités techniques.

## Histoire
Les écoles supérieures de technologie ont été créées par le ministère de l'éducation nationale, de l'enseignement supérieur, de la formation des cadres et de la recherche. Les premières, celles de Casablanca et de Fès, ont été créées en 1986.
L'EST d'Agadir est créée en 1990. Les écoles supérieures de technologie qui sont réparties dans diverses régions du royaume (10 au total), se sont développées en diversifiant les spécialités au cours des années 1990 pour fournir le personnel technique polyvalent dont les entreprises marocaines avaient besoin.
La création des premiers concours techniques pour l'entrée a eu lieu aussi dans les années 1990.

## Réseau
| École                                             | Sigle  | Date de création |
| ------------------------------------------------- | ------ | ---------------- |
| École supérieure de technologie de Casablanca     | ESTC   | 1986             |
| École supérieure de technologie d'Agadir          | ESTA   | 1990             |
| École supérieure de technologie de Berrechid      | ESTB   | 2007             |
| École supérieure de technologie d'Essaouira       | ESTE   | 2005             |
| École supérieure de technologie de Fès            | ESTF   | 1986             |
| École supérieure de technologie de Meknès         | ESTM   | 1993             |
| École supérieure de technologie de Oujda          | ESTO   | 1990             |
| École supérieure de technologie de Safi           | ESTSF  | 1992             |
| École supérieure de technologie de Salé           | ESTSL  | 1993             |
| École supérieure de technologie de Hoceima        | ESTH   | 2010             |
| École supérieure de technologie de Làayoune       | ESTL   | 2014             |
| École supérieure de technologie de Guelmim        | ESTG   | 2014             |
| École supérieure de technologie de Béni Mellal    | ESTBM  | 2012             |
| École supérieure de technologie de Khenifra       | ESTK   | 2014             |
| École supérieure de technologie de Kenitra        | ESTKE  | 2016             |
| École supérieure de technologie de Sidi bennour   | ESTSB  | 2017             |
| École supérieure de technologie de Kénitra        | ESTK   | 2017             |
| École supérieure de technologie de Dakhla         | ESTD   |                  |
| École supérieure de technologie de Fkih Ben Salah | ESTFBS | 2019             |

## Secteurs de formation
- Agro-Alimentaire & Bio-Industriel,
- Thermique et énergétique,
- Environnement
- Industrie,
- Chimie industrielle & procédés,
- Mécanique,
- Électronique,
- Informatique,
- Télécommunications
- Offshoring
- Gestion de l'irrigation et de l'environnement
- Gestion des ressources humaines

## Admission
La sélection des élèves se fait sur la base des notes obtenues au baccalauréat, dossier, entretien voir test.
Le nombre des étudiants admis, chaque année, est très réduit (de 30 à 100 dans chaque filière).
Les étudiants des EST ont généralement des mentions au baccalauréat (Assez bien, Bien, T.bien ou Excellent).
Les EST comportent un nombre d'étudiants étrangers.